# Hessischer Radfernweg R2
De Hessischer Radfernweg R2 (ook wel de Vier-Flüsse-Tour genoemd) is een langeafstandsfietsroute in Duitsland. De route verbindt het stroomdal van de Lahn met de grens tussen de deelstaten Hessen en Beieren. Onderweg komt de route langs de vier rivieren Lahn, Lauter, Lüder en Fulda wat voor de naam Vier-Rivieren-Route (Nederlands) zorgt. Het traject is bewegwijzerd in twee richtingen. 

## Traject
De route start in Bad Laasphe aan de Lahn. Hier kan worden aangesloten op de Lahnradweg richting de bron van de Lahn. De Lahnradweg loopt parallel mee tot Wallau. In Wallau zijn ook aansluitingen met de Hessischer Radfernweg R8 en de Seenradweg. Ook kan de Lahnradweg verder worden vervolgd naar Lahnstein en Rijn.
De route gaat nu door het middengebergte Vogelsberg. In Kirchhain is er een kruising met de Hessischer Radfernweg R6. Onderweg kruist de route de dalen van de rivieren Lauter en Lüder. In Fulda wordt de gelijknamige rivier Fulda bereikt en deze wordt gevolgd. Hier loopt de route tot de bron van de Fulda samen met de Fulda-Radweg die ook wel Hessischer Radfernweg R1 wordt genoemd. 
Na de bron van de Fulda in Mosbach voert de route verder door de Spessart tot de grens met de deelstaat Beieren.
Tussen Bad Laasphe en Alsfeld is de route onderdeel van de landelijke route D4 - Middenlandroute. Tussen Mosbach en Jossa is de route onderdeel van de landelijke route D9 - Wezer-Romantische Straat.

## Aansluitingen met andere fietsroutes
- Tussen Bad Laasphe en Wallau loopt de route parallel met de Lahnradweg.
- In Wallau kan worden aangesloten op de Hessischer Radfernweg R8.
- In Wallau kan worden aangesloten op de Seenradweg.
- In Kirchhain kruist de route de Hessischer Radfernweg R6.
- In Alsfeld kruist de route de Hessischer Radfernweg R4.
- Tussen Fulda en Mosbach loopt de route parallel met de Fulda-Radweg (ook wel Hessischer Radfernweg R1).

Tussen Bad Laasphe en Alsfeld is de route onderdeel van de landelijke route D4 - Middenlandroute.
- Tussen Mosbach en Jossa is de route onderdeel van de landelijke route D9 - Wezer-Romantische Straat.

## Hessischer Radfernwegen
In 1992 zijn in de deelstaat Hessen 9 Hessischer Radfernwegen uitgezet welke allen bewegwijzerd zijn. Naast de R2 zijn dit:
- R1 van Mosbach naar Hannoversch Münden
- R3 van Rüdesheim am Rhein naar Tann
- R4 van Bad Karlshafen naar Hirschhorn
- R5 van Willingen naar Eschwege
- R6 van Diemelstadt naar Lampertheim
- R7 van Limburg an der Lahn naar Philippsthal
- R8 van Frankenberg naar Heppenheim
- R9 van Worms naar Obernburg am Main